# Rosário do Ivaí
Rosário do Ivaí est une municipalité brésilienne située dans l'État du Paraná.